# Phường 1, Tân An
Phường 1 là một phường thuộc thành phố Tân An, tỉnh Long An, Việt Nam.

## Địa lý

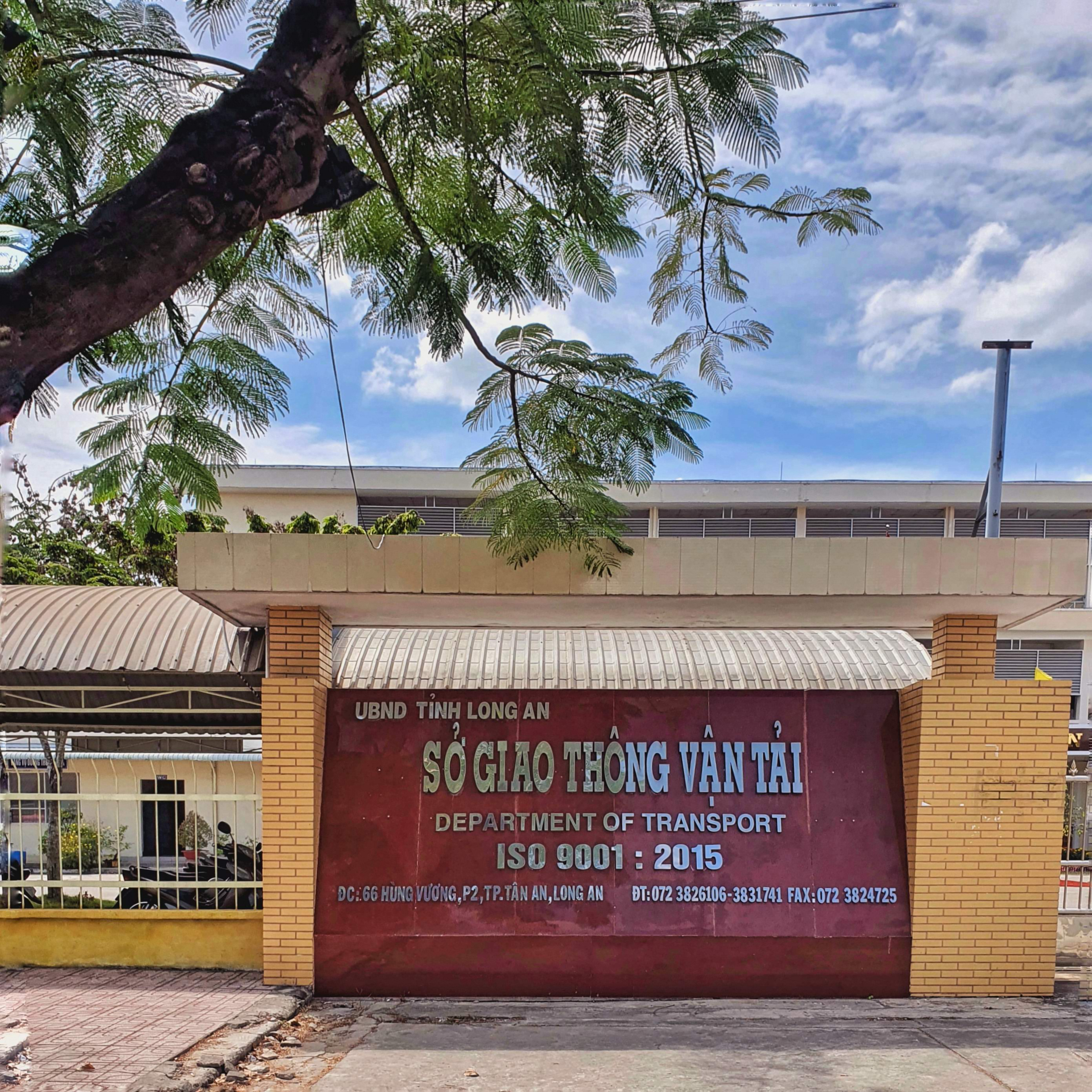
Sở Giao thông Vận tải tỉnh Long An

Phường 1 nằm ở trung tâm thành phố Tân An, có vị trí địa lý:
- Phía đông giáp Phường 3
- Phía tây giáp Phường 6
- Phía nam giáp Phường 3 và Phường 4
- Phía bắc giáp Phường 5 và xã Hướng Thọ Phú.

Phường 1 có diện tích 2,08 km², dân số năm 2022 là 28.751 người, mật độ dân số đạt 13.822 người/km².

## Hành chính
Phường 1 được chia thành 14 khu phố: 1, 2, 3, 4, 5, 6, 7, 8, 9, 10, Tân Xuân 1, Tân Xuân 2, Tân Xuân 3, Tân Xuân 4.

## Lịch sử
Năm 1976, thành lập Phường 1 và Phường 2 thuộc thị xã Tân An trên cơ sở một phần của xã Bình Lập của quận Bình Phước (huyện Châu Thành hiện nay).
Ngày 24 tháng 8 năm 2009, Chính phủ ban hành Nghị quyết số 38/NQ-CP về việc thành lập thành phố Tân An thuộc tỉnh Long An. Phường 1 và Phường 2 trực thuộc thành phố Tân An.
Tính đến ngày 31 tháng 12 năm 2022, Phường 1 có 0,69 km² diện tích tự nhiên, quy mô dân số là 11.658 người và 6 khu phố: 1, 2, 3, 4, 5, 6. Phường 2 có 1,39 km² diện tích tự nhiên, quy mô dân số là 17.093 người và 8 khu phố: 1, 2, 3, 4, 5, 6, 7, 8.
Ngày 24 tháng 10 năm 2024, Ủy ban Thường vụ Quốc hội ban hành Nghị quyết số 1244/NQ-UBTVQH15 về việc sắp xếp đơn vị hành chính cấp xã của tỉnh Long An giai đoạn 2023 – 2025 (nghị quyết có hiệu lực từ ngày 1 tháng 12 năm 2024). Theo đó, sáp nhập toàn bộ 1,39 km² diện tích tự nhiên và quy mô dân số là 17.093 người của Phường 2 vào Phường 1.
Phường 1 có 2,08 km² diện tích tự nhiên và quy mô dân số là 28.751 người.
Ngày 7 tháng 11 năm 2024, HĐND tỉnh Long An ban hành Nghị quyết số về việc:
- Giữ nguyên khu phố 7 và khu phố 8.
- Đổi tên Khu phố 5 thành Khu phố 9.
- Đổi tên Khu phố 6 thành Khu phố 10.
- Đổi tên Khu phố 1 thành khu phố Tân Xuân 1.
- Đổi tên Khu phố 2 thành khu phố Tân Xuân 2.
- Đổi tên Khu phố 3 thành khu phố Tân Xuân 3.
- Đổi tên Khu phố 4 thành khu phố Tân Xuân 4.

Phường 1 có 14 khu phố: 1, 2, 3, 4, 5, 6, 7, 8, 9, 10, Tân Xuân 1, Tân Xuân 2, Tân Xuân 3, Tân Xuân 4.

## Văn hóa
Phường 1 có 3 di tích lịch sử văn hóa cấp tỉnh: Nhà Tổng Thận, Nhà thuốc Minh Xuân Đường, Miếu Quan Thánh Đế.